# Michael Häupl
Michael Häupl (Altlengbach, 14 settembre 1949) è un politico austriaco, sindaco della città di Vienna e governatore dell'omonimo Land dal 1994 al 2018.

## Biografia

### Gioventù
Negli anni delle scuole superiori, Michael Häupl fu membro della Confraternita di orientamento nazional-liberale Jungmannschaft Kremser Mittelschüler Rugia Krems, dalla quale uscí a 19 anni dopo una "Conversione sulla via di Damasco".

### Gli inizi della carriera politica
Dopo aver frequentato il Bundesrealgymnasium di Krems, studiò biologia e zoologia all'Università di Vienna. Dal 1975 al 1983, Häupl fu assistente ricercatore della collezione erpetologica del Museo di Storia Naturale di Vienna. Durante i suoi studi, nel 1969 entrò a far parte del Ring Freiheitlicher Studenten (RFS), entrando poi nell'Associazione Socialista degli Studenti Austriaci (VSStÖ), di cui divenne anche presidente nazionale nel 1975-1978. Dal 1978 divenne membro del SPÖ del comitato di Vienna.

### Il ruolo come sindaco
Dal 1983 al 1988 fu membro del consiglio comunale di Vienna e quindi dal 1994 assessore all'ambiente ed allo sport. Nel 1993, dopo l'abbandono di Hans Mayr, divenne presidente nazionale del SPÖ ed il 7 novembre 1994 divenne sindaco e governatore dello stato di Vienna succedendo a Helmut Zilk. Nel land e nelle elezioni locali del viennese, nel 1996, l'SPÖ prese per la prima volta la maggioranza assoluta dei seggi. Successivamente prese come suo vicesindaco Bernhard Görg.
Nelle elezioni del 2001, Häupl vinse nuovamente con la maggioranza assoluta dei seggi in consiglio comunale a Vienna, risultato però già perso nel 2010 quando venne costretto a fare una coalizione coi Verdi viennesi per mantenere il governo del paese.
Nel 2015 alle elezioni di Vienna il consenso del partito è calato ulteriormente fino al 39,5%, ma Häupl rimane sindaco con una maggioranza estesa ai verdi come già cinque anni prima e il Partito austriaco della libertà.